# Sainte-Orse
Sainte-Orse is een gemeente in het Franse departement Dordogne (regio Nouvelle-Aquitaine) en telt 359 inwoners (2005). De plaats maakt deel uit van het arrondissement Périgueux. Na de aanpassing van de arrondissementsgrenzen vanaf 2017 door het arrest van 30 december 2016 behoort zij tot het arrondissement Sarlat-la-Canéda.

## Geografie
De oppervlakte van Sainte-Orse bedraagt 23,3 km², de bevolkingsdichtheid is 15,4 inwoners per km².
De onderstaande kaart toont de ligging van Sainte-Orse met de belangrijkste infrastructuur en aangrenzende gemeenten.

## Demografie
Onderstaande figuur toont het verloop van het inwonertal (bron: INSEE-tellingen).